# تشارلز واترتون
تشارلز واترتون (بالإنجليزية: Charles Waterton)‏، هو عالم طبيعة ومستكشف بريطاني، ولد في 3 يونيو من سنة  1782 بقصر والتون هول الواقع في غرب مقاطعة يوركشاير البريطانية.
يزعم أن تشالز واترترتون ينحذر من أصل قديسين كاثوليك  أمثال: توماس مور (1535-1478) وآنا بيتروفنا (1708-1728).
توفي تشارلز واترتون في 27 مايو سنة 1865 عن عمر ناهز 82 سنة.

## السيرة الذاتية
ولد تشارلز واترتون في قصر والتون بالقرب من ويكفيلد الإنجليزية، من عائلة أريستوقراطية كاثوليكية عريقة (لانديد جونتري).
درس في مدرسة ستونيهورست الداخلية الواقعة في مقاطعة لانكشاير.
في عام 1804 سافر تشالز إلى دولة غيانا البريطانية الواقعة على الساحل الشمالي لأمريكا الجنوبية، لتولي ممتلكات عمه بالقرب من العاصمة جورج تاون.
في عام 1812 بدأ استكشاف المناطق النائية لللمتعمرة البريطانية السابقة غيانا البريطانية حيث قام إلى حدود سنة 1824 بأربعة أسفار، إضافة لرحلات أخرى قام بها نحو البرازيل، قام إثر ذلك في وقت لاحق بوصف اكتشافاته وتدوين ملاحظاته في كتابه الشهير رحلات واترتون في أمريكا الجنوبية (Waterton's Wanderings in South America).
كان واترتون خبيرا ماهرا في التحنيط، حيث احتفظ بالعديد من الحيوانات التي واجهها في بعثاته ورحلاته الإستكشافية، واستخدم في ذلك طريقة فريدة من نوعها، تعتمد على غمس العينات في ما أسماه سوبليمات الزئبق"، فعلى عكس العديد من عينات الحيوانات المحفوظة بطريقة الحشو ، فقد كانت عيناته جوفاء وكأنها على قيد الحياة، مع لمسة فوضوية.و لا تزال هذه المجموعة مت العينات معرضة في متحف ويكفيلد.
خلال إقامته بغوانا، قام بتلقين مهاراته لأحد عبيد عمه يسمى جون دمونستون، والذي قام بأخذه معه إلى اسكتلندا وحرره فيما بعد من العبودية، حيث إنتقل إلى ادنبره ومارس مهنة تحنيط الحيوانات.
في بدايات عشرينات القرن العشرين وبالضبط في سنة 1820، عاد إلى قصر والتون هول مسقط رأسه وقام ببناء جدار بعلو ثلاثة أمتار حول ممتلكاته، داخل دائرة يبلغ نصف قطرها حوالي خمسة كيلومتر، ثم قام بتحويل جميع ممتلكاته إلى محمية تضم أول احتياطي من الحياة البرية في العالم.ويرجع له الفضل في اختراع أول بيت (قفص) اصطناعي للطيور.
واترتون واحد من بين الأوائل الذين إعترفوا أن للطبيعة أهمية كبيرة لضمان استمرارية البشرية، لذلك تحتاج منا إلى مزيد من الحماية. لذلك إشتهر بمعارضته الشديدة للتلوث في وقت مبكر، حيث أنه رفع دعوى قضائية في سنة 1839، ضد أصحاب مصنع الصابون الذين كانوا يلوثون المياه من خلال تصريف نفايات الصابون صوب مجرى الأنهار ومن ثم في اتجاه ممتلكاته، وقد نجح اخيراً وحصل على حكم يقضي بانتقال تلك المصانع الملوثة.
توفي تشارلز واترتون في 27 مايو 1865 متأثراً بجراحه نتيجة لحادثة سقوط كُسِرِتَ على إثرها أضلاعه وثُقِبَتَ كبده.
تم دفن جثته في مكان لايبعد كثيراً عن مكان الحادث.و تعتقد بعض الخرافات المحلية أن روح واترتون لا تزال ليومنا هذا تحوم حول ممتلكاته، وتاخذ أحيانا شكل البلشون الثلجي (إغريتا ثولا)، الذي هو نوع شائع في غيانا، يملك سمعة تجعل منه غريب الأطوار.
حاليا ممتلكات واترتون مفتوحة في وجه العموم، إذ أصبحت قلعة والتون هول، التي أعاد بناءها والده في نهاية القرن ال 18، مكانا مفضلا لإقامة حفلات الاستقبال.
قام المستكشف الإنجليزي توماس بلاكيستون (1891-1832) بإطلاق اسم واترتون على بحيرة في ألبرتا في سنة 1858، هي الآن عبارة عن حديقة وطنية.

## مزاعم إرتبطت بحياة شارلز واترتون
عرف واترتن بكونه غريب الأطوار، وتم نقل سلسلة من القصص عنه، بقي الكثير منها متداول لهذه اللحظة، يمكن التحقق من بعضها.من بين أهم تلك التي تم توثيقها نجد:
- كان «يحب إرتداء ثياب كالفزاعة والجلوس على الأشجار».
- كان «يتسلق الأشجار الكبيرة لارجاع صغار طيور البلشون التي تسقط من اعشاشها في عاصفة».
- كان «يتظاهر بأنه كلب ويعض ضيوفه القادمين إلى منزله».